# Jackson Tchatchoua
Jackson Tchatchoua, né le 14 septembre 2001 au Cameroun, est un footballeur international camerounais qui joue au poste d'arrière droit au Wolverhampton Wanderers. Il possède également la nationalité belge.

## Biographie

### En club

#### Charleroi SC
Né au Cameroun, Jackson Tchatchoua arrive bébé en Belgique. Il grandit à Ixelles, à Bruxelles, et commence le football dans le club de la commune, l'Ixelles SC, l'un des plus anciens clubs de football belge encore en activité. Il transite par le Standard de Liège et OH Louvain avant d'intégrer le centre de formation du Charleroi SC, qu'il rejoint à partir des moins de 16 ans. Il signe son premier contrat professionnel à l'âge de 20 ans, le 24 juin 2021. Le contrat est d'une durée de deux ans,. Il joue son premier match en professionnel le 24 juillet 2021, face au KV Ostende, lors de la première journée de la saison 2021-2022 de Division 1A. Il entre en jeu à la place de Jules Van Cleemput et son équipe s'impose par trois buts à zéro. Il inscrit son premier but en professionnel le 16 décembre 2021, lors d'une rencontre de championnat face au KRC Genk. Il ouvre le score ce jour-là mais son équipe s'incline finalement par quatre buts à deux,.

#### Hellas Vérone
Fin août 2023, Tchatchoua est prêté pour une saison à l'Hellas Vérone, dont le schéma de jeu en 3-5-2 est particulièrement approprié à son profil.
Durant la saison 2023-2024, Jackson Tchatchoua participe à ving-six matches de championnat, dont dix-neuf en tant que titulaire, et délivre une passe décisive.
Le 2 juin 2024, le club italien annonce officiellement qu'il lève l'option d'achat pour le joueur belgo-camerounais et l'acquiert définitivement contre une somme estimée à 3 millions d'euros.

#### Wolverhampton Wanderers
Le 19 août 2025, il quitte Vérone et s'engage avec les Wolverhampton Wanderers pour cinq saisons.

### En sélections nationales
En mars 2023, il est retenu dans une liste de dix-sept joueurs pour la sélection du Cameroun des moins de 23 ans. Mais il ne joue aucun match avec cette sélection.
En juin 2024, Jackson Tchatchoua est convoqué pour la première fois avec l'équipe nationale du Cameroun par le sélectionneur Marc Brys. Il honore sa première sélection lors de ce rassemblement en étant titularisé le 8 juin 2024 contre le Cap-Vert et son équipe l'emporte par quatre buts à un.

## Statistiques

### En club
| Saison                | Club                    | Championnat           | Championnat | Championnat | Championnat | Coupe nationale | Coupe nationale | Coupe nationale | Coupe de la Ligue | Coupe de la Ligue | Coupe de la Ligue | Autres compétitions | Autres compétitions | Autres compétitions | Autres compétitions | Total | Total | Total |
| Saison                | Club                    | Division              | M.          | B.          | P.d.        | M.              | B.              | P.d.            | M.                | B.                | P.d.              | Comp.               | M.                  | B.                  | P.d.                | M.    | B.    | P.d.  |
| 2021-2022             | Charleroi SC            | Division 1A           | 31          | 1           | 3           | 1               | 0               | 0               | -                 | -                 | -                 | PO2                 | 2                   | 0                   | 0                   | 34    | 1     | 3     |
| 2022-2023             | Charleroi SC            | Division 1A           | 29          | 1           | 2           | 1               | 0               | 0               | -                 | -                 | -                 | -                   | -                   | -                   | -                   | 30    | 1     | 2     |
| Sous-total            | Sous-total              | Sous-total            | 60          | 2           | 5           | 2               | 0               | 0               | -                 | -                 | -                 | -                   | 2                   | 0                   | 0                   | 64    | 2     | 5     |
| 2023-2024             | Hellas Vérone (prêt)    | Serie A               | 26          | 0           | 2           | 1               | 0               | 0               | -                 | -                 | -                 | -                   | -                   | -                   | -                   | 27    | 0     | 2     |
| 2024-2025             | Hellas Vérone           | Serie A               | 36          | 2           | 3           | 1               | 0               | 0               | -                 | -                 | -                 | -                   | -                   | -                   | -                   | 37    | 2     | 3     |
| Sous-total            | Sous-total              | Sous-total            | 62          | 2           | 5           | 2               | 0               | 0               | -                 | -                 | -                 | -                   | 0                   | 0                   | 0                   | 64    | 2     | 5     |
| 2025-2026             | Wolverhampton Wanderers | Premier League        | -           | -           | -           | -               | -               | -               | -                 | -                 | -                 | -                   | -                   | -                   | -                   | 0     | 0     | 0     |
| Total sur la carrière | Total sur la carrière   | Total sur la carrière | 122         | 4           | 10          | 4               | 0               | 0               | -                 | -                 | -                 | -                   | 2                   | 0                   | 0                   | 128   | 4     | 10    |

### En sélections nationales
| Saison                | Sélection             | Phases finales        | Phases finales | Phases finales | Phases finales | Éliminatoires CDM | Éliminatoires CDM | Éliminatoires CDM | Éliminatoires CAN | Éliminatoires CAN | Éliminatoires CAN | Matchs amicaux | Matchs amicaux | Matchs amicaux | Total | Total | Total |
| Saison                | Sélection             | Compétition           | M              | B              | Pd             | M                 | B                 | Pd                | M                 | B                 | Pd                | M              | B              | Pd             | M     | B     | Pd    |
| --------------------- | --------------------- | --------------------- | -------------- | -------------- | -------------- | ----------------- | ----------------- | ----------------- | ----------------- | ----------------- | ----------------- | -------------- | -------------- | -------------- | ----- | ----- | ----- |
| 2023-2024             | Cameroun              | -                     | -              | -              | -              | 2                 | 0                 | 0                 | -                 | -                 | -                 | -              | -              | -              | 2     | 0     | 0     |
| 2024-2025             | Cameroun              | -                     | -              | -              | -              | 2                 | 0                 | 0                 | 6                 | 0                 | 0                 | -              | -              | -              | 8     | 0     | 0     |
| Total sur la carrière | Total sur la carrière | Total sur la carrière | -              | -              | -              | 4                 | 0                 | 0                 | 6                 | 0                 | 0                 | -              | -              | -              | 10    | 0     | 0     |

### Matchs internationaux
| Matchs internationaux de Jackson Tchatchoua | Matchs internationaux de Jackson Tchatchoua | Matchs internationaux de Jackson Tchatchoua      | Matchs internationaux de Jackson Tchatchoua | Matchs internationaux de Jackson Tchatchoua | Matchs internationaux de Jackson Tchatchoua | Matchs internationaux de Jackson Tchatchoua | Matchs internationaux de Jackson Tchatchoua                         |
| #                                           | Date                                        | Lieu                                             | Adversaire                                  | Résultat                                    | Compétition                                 | Club                                        | Notes                                                               |
| ------------------------------------------- | ------------------------------------------- | ------------------------------------------------ | ------------------------------------------- | ------------------------------------------- | ------------------------------------------- | ------------------------------------------- | ------------------------------------------------------------------- |
| 1                                           | 8 juin 2024                                 | Stade Ahmadou-Ahidjo, Yaoundé, Cameroun          | Cap-Vert                                    | V 4 - 1                                     | Éliminatoires de la Coupe du monde 2026     | Hellas Vérone                               | Titulaire, écope d'un carton jaune à la 78e minute de jeu.          |
| 2                                           | 11 juin 2024                                | Stade national du 11-Novembre, Luanda, Angola    | Angola                                      | N 1 - 1                                     | Éliminatoires de la Coupe du monde 2026     | Hellas Vérone                               | Titulaire.                                                          |
| 3                                           | 7 septembre 2024                            | Complexe multisports de Japoma, Douala, Cameroun | Namibie                                     | V 1 - 0                                     | Éliminatoires de la CAN 2025                | Hellas Vérone                               | Titulaire.                                                          |
| 4                                           | 10 septembre 2024                           | Mandela National Stadium, Kampala, Ouganda       | Zimbabwe                                    | N 0 - 0                                     | Éliminatoires de la CAN 2025                | Hellas Vérone                               | Titulaire.                                                          |
| 5                                           | 11 octobre 2024                             | Complexe multisports de Japoma, Douala, Cameroun | Kenya                                       | V 4 - 1                                     | Éliminatoires de la CAN 2025                | Hellas Vérone                               | Titulaire.                                                          |
| 6                                           | 14 octobre 2024                             | Mandela National Stadium, Kampala, Ouganda       | Kenya                                       | V 1 - 0                                     | Éliminatoires de la CAN 2025                | Hellas Vérone                               | Titulaire.                                                          |
| 7                                           | 13 novembre 2024                            | Orlando Stadium, Johannesbourg, Afrique du Sud   | Namibie                                     | N 0 - 0                                     | Éliminatoires de la CAN 2025                | Hellas Vérone                               | Titulaire, remplacé par Guy-Marcelin Kilama à la 46e minute de jeu. |
| 8                                           | 19 novembre 2024                            | Stade Ahmadou-Ahidjo, Yaoundé, Cameroun          | Zimbabwe                                    | V 2 - 1                                     | Éliminatoires de la CAN 2025                | Hellas Vérone                               | Titulaire.                                                          |
| 9                                           | 19 mars 2025                                | Stade Mbombela, Mbombela, Afrique du Sud         | Eswatini                                    | N 0 - 0                                     | Éliminatoires de la Coupe du monde 2026     | Hellas Vérone                               | Titulaire, remplacé par Nathan Ngoumou à la 78e minute de jeu.      |
| 10                                          | 25 mars 2025                                | Stade Ahmadou-Ahidjo, Yaoundé, Cameroun          | Libye                                       | V 3 - 1                                     | Éliminatoires de la Coupe du monde 2026     | Hellas Vérone                               | Titulaire.                                                          |